# Кондрацька Ольга Ігорівна
Ольга Ігорівна Кондрацька (21 березня 1976, Київ) — українська художниця, архітекторка та дизайнерка інтер'єру.

## Життєпис
Ольга Кондрацька народилася 21 березня 1976 року в Києві. У 1999 закінчила  Національну академію образотворчого мистецтва і архітектури.
У 2003 році снувала приватну архітектурну студію "Ольга Кондрацька".
У вересні 2014 року увійшла до Американського Інституту архітектури [Архівовано 17 травня 2020 у Wayback Machine.]
З лютого 2020 року входить до Society of British and International Interior Design.
У квітні 2022 року заснувала благодійний фонд "Ковчег життя".
Мешкає у Будапешті, Угорщина.

## Творчість
У творчому доробку Ольги Кондрацької багато проєктів у сфері архітектури, дизайну і декорування інтер'єрів, успішно реалізованих у країнах Європи, Азії, Північної та Південної Америки. Полотна майстрині знаходяться у фондах Національних музеїв, чимало картин прикрашають приватні колекції в Україні, Італії, США, Сінгапурі, Угорщині, Франції, Бразилії.
Арт-проєкт Ольги Кондрацької «Ріка життя» має у своїй колекції понад сто живописних полотен.
11 жовтня 2019 року в штаб-квартирі ООН в Нью-Йорку, Ольга Кондрацька представляє свою виставку сучасного мистецтва "Ріка життя".
Авторка металевої скульптури «Серце» на Південному вокзалі Києва

## Виставки
9 жовтня 2018 року в Національному музеї Тараса Шевченка відбулося відкриття виставки художніх творів Ольги Кондрацької "Ріка життя" https://www.44.ua/news/2187096/v-nacionalnom-muzee-tarasa-sevcenko-sostoalos-otkrytie-vystavki-hudozestvennyh-proizvedenij-olgi-kondrackoj [Архівовано 23 березня 2020 у Wayback Machine.]
У штаб-квартирі ООН в Нью-Йорку сучасна художниця Ольга Кондрацька представила свою виставку «Ріка життя».
11 березня 2019 року за сприяння Постійного представництва України в штаб-квартирі ООН була представлена виставка сучасного мистецтва «Ріка життя». В урочистому відкритті взяли участь Постійний представник України при ООН Володимир Єльченко, заступниця Міністра соціальної політики України Наталія Федорович, представники Секретаріату ООН і члени дипломатичного корпусу.
«Символічним є проведення цієї виставки в ООН напередодні Всесвітнього дня води, що відзначається щорічно 22 березня. Такий захід є важливим для України саме в контексті залучення міжнародної уваги до проблеми водних ресурсів не тільки в нашій країні, але в усьому світі», — підкреслив на відкритті Постійний представник України при ООН Володимир Єльченко.Представляючи свою експозицію, Ольга Кондрацька привернула увагу до проблеми підвищення рівня води в океанах, пересихання річок і озер, браку питної води. За словами художниці, саме ці проблеми надихнули її на створення тематичної колекції. У колекції «Ріка життя» понад сто живописних полотен. Це побачені, відчуті і перенесені на полотно прекрасні явища і миті Природи. І разом з тим - нагадування сучасникам: слід дуже постаратися, щоб зберегти для нащадків красу і чистоту нашої прекрасної блакитної планети.С допомогою свого мистецтва вона прагне привернути увагу міжнародної спільноти до глобальної проблеми водних ресурсів. Експозиція присвячена Всесвітньому дню води, який відзначається 22 березня.У творчому доробку Ольги Кондрацкий - члена Американського інституту архітектури, архітектора-дизайнера зі світовим ім'ям і глибоко українською душею - сотні проектів в сфері архітектури, дизайну і декорування інтер'єрів, успішно реалізованих в країнах Європи, Азії, Північної та Південної Америки. Кожна поїздка - це новий досвід, незабутні враження і унікальне поєднання фарб, які знаходять відображення в нових, незмінно затишних інтер'єрах і прекрасних картинах. Полотна цього майстра живопису затребувані, її роботи знаходяться в фондах Національних музеїв України, а багато хто з них поповнили приватні колекції в Україні, Італії, США, Сінгапурі, Угорщини, Франції, Бразилії...  https://kondratska.hu/ru/2019/03/12/olga-kondratska-the-river-of-life/ [Архівовано 23 березня 2020 у Wayback Machine.]
Ольга Кондрацька взяла участь в виставка Antik and Art в Будапешті, яка проходила з 21 по 24 березня Millenaris Park B Pavilon стенд №22 і в галереї Ar2day з 10 по 19 березня 2019 року. https://kondratska.hu/ru/2019/03/24/antik-and-art-ki-ll-t-s-s-v-s-r/ [Архівовано 23 березня 2020 у Wayback Machine.]
З 22 березня по 12 квітня  2019 року,в приміщенні Державного агентства водних ресурсів України (за адресою вул. Велика Васильківська, 8). тривала  виставка «Ріка життя» «РІКА ЖИТТЯ» – це побачені, відчуті та перенесені на полотна прекрасні явища та миті Природи. Це відображення внутрішнього світу художниці, її душевної організації, ставлення до життя.
Демонструючи глядачам панораму довкілля, вміло граючи на контрастах, художниця хоче привернути увагу суспільства до проблеми водних ресурсів, яка набирає обертів не лише в Україні, а й у всьому світі.
Виставка «Ріка життя» як крик про порятунок водних ресурсів планети.
ВОДА – одна з найвпливовіших речовин на Землі. Впродовж мільйонів років вона задіяна в глобальних планетарних процесах: з її допомогою стабілізувався клімат, сформувалися ландшафти… Потім сталося диво: у воді зародилося життя! Якщо не замислюєшся, то здається, що з цим безцінним дарунком природи все гаразд. А якщо «копнути» – поцікавитися статистикою, прислухатися до думки біологів, екологів, з’ясується, що річки, які раніше були повноводними, поступово міліють і перетворюються в маленькі та немічні, а ті, в свою чергу, безслідно зникають з обличчя Землі. Поспілкувавшись з мешканцями українських сіл, з подивом дізнаєшся, що можливість випити з колодязя студеної води в спекотний полудень для багатьох перетворилося в мрію. Вислів «вода – це диво» має сьогодні не лише фігуральне значення, бо насправді багато в чому відображає реальний стан речей. Якщо не сприяти покращенню екології довкілля, не вживати дієвих заходів з охорони водних ресурсів, очищення річок і озер, ситуація з питною водою може перетворитися у масштабну проблему для всього людства.
ХУДОЖНИК – людина спостережлива та прониклива: помічає навіть те, що не помічають інші. Ольга Кондрацька бачить проблеми сучасності та реагує на них за допомогою сучасного живопису. «Ріка життя» є живописом дії – радості життя, народження і процвітання, а разом з тим – нагадуванням сучасникам: варто дуже постаратися, щоб зберегти для нащадків красу і чистоту нашої прекрасної блакитної планети.. Соціальна відповідальність проявляється ще й в тому, що частину коштів від продажу картин художниця перераховує на благодійність.
У творчому доробку Ольги Кондрацької – члена Американського інституту архітектури, архітектора-дизайнера зі світовим ім’ям – сотні проектів у сфері архітектури, дизайну і декорування інтер’єрів. Ці проекти успішно реалізовані в країнах Європи, Азії, Північної та Південної Америки. Кожна її поїздка – це новий досвід, незабутні враження і унікальне поєднання фарб, які знаходять відображення в нових, незмінно затишних інтер’єрах і прекрасних картинах. Полотна цього майстра живопису затребувані, її роботи зберігаються в фондах Національних музеїв України, а також в приватних колекціях України, Італії, США, Сінгапуру, Угорщини, Франції, Бразилії …   https://www.ukrinform.net/rubric-society/2657601-exhibition-of-ukrainian-artist-opens-at-un-headquarters.html [Архівовано 23 березня 2020 у Wayback Machine.]

###### Olga Kondratska “THE RIVER OF LIFE” by CASA WWTS
У «Four Seasons Hotel» відбулося відкриття виставки художніх творів «Ріка життя». С 10-12 квітня 2019 року в «Four Seasons Hotel», в рамках виставки CASA WWTS Ольга Кондрацька представила серію художніх творів «Ріка життя». Арт-проект «Ріка життя» є унікальним за своїм задумом і розвитку. У колекції картин з однойменною назвою - понад сто живописних полотен. Це побачені, відчуті і перенесені на полотно прекрасні явища і миті Природи, якими багата наша планета. Це відображення внутрішнього світу художниці, її душевної організації, ставлення до життя. На Міланському виставці була представлена одна з серій, підібрана таким чином, щоб кожна людина змогла знайти те ідеальне поєднання кольору, яке наповнить його життєствердною енергією.  
https://kondratska.hu/ru/2019/04/10/olga-kondratska-the-river-of-life-by-casa-wwts/ [Архівовано 23 березня 2020 у Wayback Machine.]
МІЖНАРОДНА ЕКОЛОГІЧНА КОНФЕРЕНЦІЯ “СВІДОМИЙ БІЗНЕС” відбувся 15 травня 2019 року UNIT.City.В рамках МІЖНАРОДНОЇ ЕКОЛОГІЧНОЇ КОНФЕРЕНЦІЇ “СВІДОМИЙ БІЗНЕС” відкрилася виставка сучасної художниці Ольги Кондрацької, яка через мистецтво живопису прагне привернути увагу суспільства до проблем водних ресурсів не лише в Україні, а й у всьому світі. https://www.depo.ua/ukr/life/mizhnarodna-ekologichna-konferentsiya-svidomiy-biznes-pres-reliz-20190521966004 [Архівовано 29 березня 2020 у Wayback Machine.]

## Нагороди
- член Американської Спілки Архітекторів (AIA.Int'l. Assoc, Registered Architect).
- Нагорода журналу The Build, відділення AIA Europe, London United Kingdom, щорічна нагорода в сфері архітектури, будівництва, еко-технологій, новаторство - Award for Innovation in Interior Architecture & Aesthetics.
- Нагорода першої премії IX Всеукраїнського конкурсу "ІНТЕР'YEAR з проектом" Дитячого майданчика ландшафтного парку на Пейзажній алеї".
- Нагорода інтернаціонального конкурсу INTERIUM 2011 Українські дні дизайну.
- Нагорода за участь в галереї-конкурсі інтер'єрних і ландшафтних інсталяцій INTERBUDEXPO 2011 ufi Aproved Eventeco.in & out «Connectin Harmony».
- Нагорода за участь в організації української виставки сучасної архітектури і дизайну, як частина Світового Дня Архітектури PATEISIBA 2011 у Ризі.
- Нагорода за участь і внесок у Благодійний проект «Краса врятує світ».
- Нагорода в галереї-конкурсі ДЕКОР проголошує СТИЛЬ! Інсталяція в стилі Ар Деко «Еволюція почуттів».
- Лауреат фестивалю СПЕКА «Французький шик».